# Megachile trizonata
Megachile trizonata är en biart som beskrevs av Wu 2005. Megachile trizonata ingår i släktet tapetserarbin, och familjen buksamlarbin. Inga underarter finns listade i Catalogue of Life.